# چشمه آب گرم دلفان
چشمه آب گرم دلفان کاکاوند در ۶۰ کیلومتری غرب شهر نورآباد و در بین ۲ رشته کوه «گله» و «سفیدکوه» در زاگرس و در محل تلاقی ۳ رودخانه گاماسیاب، گیزه رود و سیمره، واقع شده‌است.
این جاذبه طبیعی به عنوان یک مکان در حوزه گردشگری درمانی همه روزه در اختیار عموم مردم قرار دارد. چشمه آبگرم دلفان کاکاوند با آبدهی ۳۰ لیتر در ثانیه و دمای ۶۰ درجه سانتی‌گراد از دامنه کوه گله کاکاوند  از اعماق زمین می‌جوشد. این چشمه با غلظتی بیش از ۷۰۰ میلی گرم در لیتر و ترکیبات سولفات کلسیم، گوگرد، سولفور، دی کربنات منیزیم در درمان بیماری‌های مفصلی عفونی و امراض جلدی اثربخش است.